# KRC Waregem
Koninklijk Racing Waregem, auch bekannt unter den Abkürzungen KRC Waregem oder K. Racing Waregem, ist ein belgischer Fußballverein aus der westflandrischen Stadt Waregem.

## Geschichte
KRC Waregem wurde 1941 als Racing Kleithoek gegründet, änderte aber 1943 seinen Namen in Racing Waregem, als man 1943 unter der Stamnummer 3302 dem belgischen Fußballverband beitrat.
Ab 1944 nahm der Verein an offiziellen Wettbewerben teil und spielte in der Vierde Provinciale, der niedrigsten Klasse. Nachdem hier 1961 der Meistertitel gelang, pendelte man in den nächsten Jahren zwischen den verschiedenen Regionalligastufen.
Nachdem man zum 50-jährigen Jubiläum das königliche Attribut erhalten hatte und seitdem den aktuellen Namen trägt, dauerte es bis 1997, ehe erstmals die Qualifikation für die Vierde klasse/Division 4 gelang, aus der man jedoch nach nur einer Saison wieder absteigen musste. Nachdem 2001 die Regionalmeisterschaft gelungen war, kehrte man zurück und belegte auf Anhieb den zweiten Platz. Allerdings dauerte es bis 2004, ehe man in die dritte Liga gelangte. Nach nur zwei Jahren dort schaffte der Klub 2006 den Aufstieg in die zweite Liga durch den Sieg in der Aufstiegsrunde. Dort blieb man allerdings nur ein Jahr und stieg wieder ab. 2013 folgte dann der Abstieg in die vierte Liga und zwei Jahre später in Liga fünf.
Seit der Ligareform 2016 spielt der Verein dadurch in der sechstklassigen Provincial West-Vlaanderen.